# Hacıağalar
Hacıağalar (hay còn gọi là Hacağalar) là một làng đô thị ở Qamqam thuộc vùng Quba của Azerbaijan.